# Билык, Иван Архипович
Ива́н Архи́пович Би́лык (укр. Іван Архипович Білик; 1910—1999) — украинский советский гончар, лауреат Национальной премии Украины имени Тараса Шевченко (1999).

## Биография
Родился 31 октября (13 ноября) 1910 года в Опошне (ныне Зеньковский район, Полтавская область, Украина) в семье сапожника. Имел восемь братьев и сестер. В 1922 году убили отца. На протяжении 1923—1924 годов посещал Опошнянский гончарный учебно-показательный пункт. Далее гончарства продолжил учиться у своего дяди, известного хижняковского гончара Якова Печки. С 1929 года работал на заводе «Художественный керамик».
В 1944 году получил ранение на фронте Великой Отечественной войны. Полгода находился в военном госпитале в Сочи. В 1945 году вернулся в Опошню. Сначала работал токарем — подтачивал донышки посуды, потом стал мастером — изготавливал сувениры (барашки, сосуды, куманцы и тому подобное). Впоследствии начал работать в творческой лаборатории и обучать новичков.
Воспитал трёх сыновей. Двое из них — Вячеслав и Павел — тоже стали гончарами.
В 1985 году вышел на пенсию, однако, почти до самой смерти ходил на завод.
Умер 28 декабря 1999 года. Похоронен в родном селе.

## Творчество
У Опашне принято считать, что гончар производит изделие, а художник украшает его. Но Иван Билык делал всё сам. Его стихией была скульптура малых форм — львы, бараны, кони. Также изготовлял вазы с рельефным орнаментом и декоративные тарелки.
Наиболее известные творения
- скульптура малых форм — «Дикий кабан» (1955), «Баран» (1960);
- скульптуры — «Лев» (1971, 1977), «Баран» (1976), «Бык» (1977);
- циклы — «Хор львов» (1930-е годы), «Лев на страже», «Очарованный лев», «Зелёный лев», «Космический лев» (1980-е годы), «Полосатый конь» (1991), «Баран-красавец», «Баран круторогий» (1992).

## Память
К 100-летию со дня рождения Ивана Билыка Национальный музей-заповедник украинского гончарства в Опошне на доме, где жил мастер, разместил Мемориальную доску в честь горшечника, а в Гончарной библиотеке Украины была организована выставка публикаций про известного гончара.
В 2010 году киностудией «Возрождение» был снят фильм про Ивана Билыка.

## Награды и премии
- Заслуженный мастер народного творчества УССР (1971)
- Государственная премия Украины имени Тараса Шевченко (1999) — за циклы произведений опошненской керамики
- Орден Отечественной войны I степени (6 ноября 1985)
- медали